# Быстрый глобальный удар
Быстрый глобальный удар (БГУ) (англ. Prompt Global Strike, PGS, также глобальный молниеносный удар) — военно-стратегическая концепция разработанная по инициативе министерства обороны США, подразумевающая нанесение удара обычным вооружением (неядерным, англ. conventional) по любой точке планеты в течение 1 часа, по аналогии с первым ядерным ударом при помощи МБР в ядерной стратегии. По заявлению генерала Джеймса Картрайта: «В настоящее время, если речь не идёт о ядерном ударе, могут пройти дни, возможно, недели» прежде, чем военные смогут начать атаку регулярными силами. Задача системы БГУ — предоставить возможность по нанесению быстрого и точного удара по любому региону мира в случае конфликта или иной чрезвычайной ситуации. Баллистическая версия могла бы производить пуск непосредственно с территории США. Система БГУ будет дополнять соединения Сил передового развёртывания, Экспедиционных воздушных сил (которые могут быть развёрнуты в течение 48 часов) и Авианосных ударных групп (АУГ, англ. Carrier battle groups, которые могут развернуться на театре военных действий в течение 96 часов). БГУ позволит атаковать в течение 60 минут любую область планеты или ближнего космоса.
Эти силы, по мнению некоторых (в том числе администрации Обамы), должны стать способом сокращения ядерных арсеналов, сохраняющим систему сдерживания и потенциал быстрого массированного удара. Потенциальные сценарии, требующие быстрого реагирования только на обладателей ядерного оружия, в настоящий момент включают в себя запуск баллистической ракеты, которым угрожает Северная Корея или возможность захвата Аль-Каидой или Талибаном власти в Пакистане. Однако главная проблема МБР, запускаемых этой системой, в том, что они могут спровоцировать встречный — уже ракетно-ядерный — удар Россией или даже Китаем по США, из-за чего Джордж Буш отложил планы по созданию системы. В настоящее время неясно, какими способами или мерами предосторожности предполагается заверить эти страны, что запускаемые МБР не несут ядерные боевые части. Возможные меры включают в себя полёт на низких траекториях или допущение российских и китайских инспекторов на ракетные объекты.
11 апреля 2010 года Министр обороны США Роберт Гейтс указал, что США уже способны нанести быстрый глобальный удар. Также 8 апреля 2010 года подписан новый договор СНВ, устанавливающий новые, ещё более низкие пределы численности баллистических ракет и боеголовок. В нём не различается обычное и ядерное оружие, это значит, что численности любых баллистических ракет БГУ и боеголовок установлен новый предел. Несмотря на это, Госдепартамент США заявил, что это не помешает планам развёртывания БГУ, так как на данный момент не планируется превышать ограничения.
В ответ на заявление о БГУ Российская Федерация начала разработку БЖРК нового поколения. В 2017 году проект БЖРК решено было заморозить.

## Разрабатываемые носители
- Баллистические ракеты наземного и морского базирования (БРПЛ) в неядерном оснащении;
- Запускаемые с воздушных носителей крылатые ракеты (например Boeing X-51);
- Космические платформы запуска.

Боевой блок, используемый системой, как ожидается, будет представлять собой маневрирующий блок массой порядка 2 тонн, включая полезную нагрузку. Блок сможет доставить либо заряд ВВ, либо некоторое количество «умных» поражающих элементов, либо даже БПЛА. На 2010 год его прототип в ВВС США — модифицированный Minuteman III ICBM.